# Peter Schatz
Pour les articles homonymes, voir Schatz (homonymie).
Peter Schatz, né le 2 août 1958, est un coureur de fond autrichien spécialisé en course en montagne. Il a remporté la médaille de bronze au Trophée européen de course en montagne 1997 et est double champion d'Autriche de course en montagne.

## Biographie
Le 26 octobre 1985, Peter profite de l'absence des favoris Gerhard Hartmann et Gottfried Neuwirth pour se mettre en avant lors du marathon de la ville de Graz accueillant les championnats d'Autriche de marathon. Il prend un bon départ et reste au contact des Polonais Jacek Konieczny et Wiktor Sawicki partis en tête. Tandis que Jacek craque, Peter tient bon et termine quatrième avec près de 4 minutes de retard sur Wiktor. Mais en tant que premier Autrichien, il décroche le titre de champion d'Autriche de marathon.
Le 13 avril 1986, il officie en tant que lièvre pour Gerhard Hartmann lors du marathon de Vienne. Ce dernier remporte la victoire et signe un nouveau record national en 2 h 12 min 22 s.
Le 3 mai 1987, il remporte son second titre national à Leibnitz en devenant champion Autriche de course sur route. Une semaine plus tard, il devient champion d'Autriche de course en montagne à Gaisberg en battant Helmut Schmuck et Florian Stern.
Le 15 septembre 1990, il prend le départ du parcours long du Trophée mondial de course en montagne à Telfes. Alors que Costantino Bertolla s'envole vers la victoire, Peter se retrouve dans le groupe de poursuivants pour le podium avec Florian Stern et Luigi Bortoluzzi. Il échoue au pied du podium pout 6 secondes. Il remporte la médaille d'argent au classement par équipes avec Florian et Hans-Jörg Randl.
Le Trophée mondial de course en montagne 1996 se déroule à nouveau à Telfes. Peter se retrouve avec Helmut Schmuck et tente de suivre les Italiens Antonio Molinari et Severino Bernardini. Ces derniers prennent le large et s'imposent avec 2 minutes d'avance. Peter termine à nouveau quatrième, 2 secondes derrière Helmut. Il décroche l'argent au classement par équipes.
Le 1er juin 1997 à Bad Kleinkirchheim, il fait parler son expérience du terrain pour garder derrière lui le multiple champion Helmut Schmuck et remporter son second titre de champion d'Autriche de course en montagne, 10 ans après le premier. Le 6 juillet, de fortes intempéries dans la région d'Ebensee forcent les organisateurs à réduire le parcours du Trophée européen de course en montagne. Peter se retrouve coincé dans un embouteillage le matin et rejoint le départ en courant. Son compatriote Helmut Schmuck prend les commandes de la course et distance l'Italien Antonio Molinari après un kilomètre. Peter Schatz lui emboîte ensuite le pas, mais avec ses chaussures de route, il perd du terrain et termine finalement troisième derrière l'Italien. Il remporte la médaille d'argent par équipes avec Helmut et Markus Kröll.

## Palmarès

### Route
| Année | Compétition                                 | Lieu     | Place | Épreuve       | Temps           |
| ----- | ------------------------------------------- | -------- | ----- | ------------- | --------------- |
| 1985  | Championnats d'Autriche de marathon         | Graz     | 8e    | Marathon      | 2 h 21 min 32 s |
| 1987  | Championnats d'Autriche de course sur route | Leibnitz | 1re   | 25 kilomètres | 1 h 20 min 19 s |

### Course en montagne
| no  | masculin           | Course                                                | Longueur | Départ             | Temps           |
| --- | ------------------ | ----------------------------------------------------- | -------- | ------------------ | --------------- |
| 1re | Médaille d'or      | Course de montagne du Kitzbüheler Horn                | 12,9 km  | 24 août 1986       | 1 h 1 min 14 s  |
| 1re | Médaille d'or      | Championnats d'Autriche de course en montagne         | 8,5 km   | 10 mai 1987        | 33 min 47 s     |
| 4e  | 4e                 | Trophée mondial de course en montagne - Parcours long | 14,3 km  | 15 septembre 1990  | 1 h 16 min 33 s |
| 3e  | Médaille de bronze | Course de montagne du Kitzbüheler Horn                | 12,9 km  | 25 août 1991       | 59 min 29 s     |
| 7e  | 7e                 | Trophée mondial de course en montagne - Parcours long | 17,3 km  | 8 septembre 1991   | 1 h 28 min 54 s |
| 1re | Médaille d'or      | Course de Schlickeralm                                | 11,2 km  | 16 août 1992       | 57 min 2 s      |
| 2e  | Médaille d'argent  | Course de montagne du Kitzbüheler Horn                | 12,9 km  | 23 août 1992       | 59 min 14 s     |
| 1re | Médaille d'or      | Course de montagne du Hochfelln                       | 8,4 km   | 27 septembre 1992  | 41 min 32 s     |
| 1re | Médaille d'or      | Course de montagne du Hochfelln                       | 8,4 km   | 1993               | 42 min 4 s      |
| 1re | Médaille d'or      | Course de Schlickeralm                                | 11,2 km  | 1994               | 57 min 28 s     |
| 10e | 10e                | Trophée mondial de course en montagne                 | 13,07 km | 4 septembre 1994   | 1 h 2 min 52 s  |
| 1re | Médaille d'or      | Course de Schlickeralm                                | 11,2 km  | 13 août 1995       | 59 min 38 s     |
| 4e  | 4e                 | Trophée mondial de course en montagne                 | 11 km    | 1er septembre 1996 | 59 min 27 s     |
| 1re | Médaille d'or      | Championnats d'Autriche de course en montagne         | 10,1 km  | 1er juin 1997      | 48 min 32 s     |
| 3e  | Médaille de bronze | Trophée européen de course en montagne                | 9,5 km   | 6 juillet 1997     | 50 min 56 s     |
| 10e | 10e                | Trophée européen de course en montagne                | 10,3 km  | 4 juillet 1999     | 54 min 37 s     |

## Records
| Épreuve       | Performance     | Date            | Lieu       |
| ------------- | --------------- | --------------- | ---------- |
| 3 000 mètres  | 8 min 27 s 49   | 11 février 1982 | Vienne     |
| 5 000 mètres  | 14 min 41 s 79  | 20 juillet 1984 | Vienne     |
| 10 000 mètres | 30 min 11 s 75  | 1er mai 1991    | Klagenfurt |
| 10 kilomètres | 30 min 15 s     | 31 mars 1997    | Pinkafeld  |
| 25 kilomètres | 1 h 20 min 19 s | 3 mai 1987      | Leibnitz   |
| Marathon      | 2 h 21 min 32 s | 26 octobre 1985 | Graz       |